# Coenosia exilis
Coenosia exilis este o specie de muște din genul Coenosia, familia Muscidae, descrisă de Adrian C. Pont în anul 1969. Conform Catalogue of Life specia Coenosia exilis nu are subspecii cunoscute.